# グレン・カニンガム
グレン・カニンガム（Glenn V. Cunningham、1909年8月4日 - 1988年3月10日）は、アメリカ合衆国の陸上競技選手。1936年ベルリンオリンピックの銀メダリストである。カンザス州モートン郡エルクハート出身。

## 経歴
カニンガムは、1930年代を代表するアメリカの中距離選手である。
カニンガムは8歳のとき通っていた学校の火災により、兄を失っただけでなく、両足に重度のやけどを負ってしまった。これにより、ひざ、すね、つま先の肉がすべてなくなり、土踏まずもほとんどなくなってしまう。医者からは、いずれ歩くことができなくなるだろうと予想され両足の切断を進められたが、母親は拒否した。しかし、両親からの献身的な手当てにより、1919年の初夏、実に2年ぶりに歩く能力を取り戻した。
走ることができるようになったカニンガムは、中距離選手となり、1932年には全米選手権、全米大学選手権を制し、ロサンゼルスオリンピックに出場。1500mではメダルに一歩手が届かず4位となる。1933年には880ヤードで、1分50秒9の世界新記録を樹立。同年には最高のアマチュアスポーツ選手に贈られるジェームスサリバン賞を受賞。1934年には1マイルで4分06秒8の世界新記録を樹立した。
1936年ベルリンオリンピックでは、前回も出場した1500mで、ニュージーランドのジャック・ラブロックに次いで銀メダルを獲得。カニンガムのタイムは3分48秒4で、それまでの世界記録を更新するものであった。オリンピックの2週間後、800mで1分49秒7の世界新記録も樹立している。
彼はその後も競技を続けたが、1940年のオリンピックが中止となり現役を引退。その後は農場の経営者となった。
彼は、「カンザス・フライヤー」、「エルクハート・エクスプレス」、「カンザスの鉄人」の異名を持ち、ポジティブな性格と強い信仰心により尊敬される人物であった。1974年に全米陸上競技の殿堂入りを果たした。

## 自己ベスト
- 800m -  1分49秒7 (1936年8月20日)
- 1500m - 3分48秒0
- 1マイル - 4分04秒4 (1938年3月3日)

## 世界記録
- 800m -  1分49秒7 (1936年8月20日)
- 1マイル - 4分06秒8 (1934年6月16日)
- 1マイル - 4分04秒4 (1938年3月3日)